# Acido elaidinico
L'acido elaidinico (dal greco élaion, olio), noto anche come acido elaidico, è un acido grasso a 18 atomi di carbonio monoinsaturo trans in posizione 9. Si tratta dell'isomero dell'acido oleico e per questo viene talvolta indicato come acido trans-oleico.
Individuato per la prima volta dal farmacista francese, Poutet JJE gli venne attribuito il nome acide élaidique da Boudet che chiamò elaidine, il prodotto di idrogenazione delle trioleine.
Fino al 1952, quando Swern ne accertò la presenza nei grassi dei ruminanti, si è pensato che fosse solo un prodotto di laboratorio, formatosi principalmente durante l'indurimento degli olii vegetali in quantità che variano a seconda del catalizzatore utilizzato.
Se ne riscontra la presenza anche nell'olio di sansa dovuta all'isomerizzazione dell'acido oleico durante l'essiccamento delle sanse in contenitori metallici che catalizzano la reazione.
In natura, come altri acidi grassi trans o coniugati, si forma per il processo di bioidrogenazione dovuto a batteri, normalmente gram negativi, in ambiente anaerobico.
Può essere analizzato mediante gascromatografia del campione transesterificato: nel cromatogramma appare un picco (solitamente piccolo) poco prima di quello dell'acido oleico.
L'introduzione di acido elaidinico con l'alimentazione è associato all'aumento dell'attività della proteina di trasferimento degli esteri del colesterolo, che può comportare un aumento delle VLDL e una diminuzione del colesterolo HDL.